# Robert Mark Kamen
Robert Mark Kamen es un guionista estadounidense que ha escrito varias películas durante 25 años. Es conocido como el creador y cocreador de las series de películas de Karate Kid y The Transporter, como también de Taken.

## Primeros años
Creció en Bronx en Nueva York.

## Vida personal
Vive en Nueva York.

## Filmografía
- Taps (1981)
- Split Image (1982)
- Karate Kid (1984)[3]
- Karate Kid II (1986)
- Karate Kid III (1989)
- The Punisher (productor)
- Gladiator
- Lethal Weapon 3 (1992)
- The Power of One (1992)
- A Walk in the Clouds (1995)
- The Devil's Own (1997)[4]
- El quinto elemento (1997)
- Kiss of the Dragon (2001)
- The Transporter (2002)
- Black Sash (2003, creador)
- Transporter 2 (2005)
- Bandidas (2006)
- Taken (2008)
- Transporter 3 (2008)
- Taken 2 (2012)
- Brick Mansions (2014)
- Taken 3 (2015)